# La France chevaline
La France chevaline est une série de huit livres écrits par Eugène Gayot, considérés comme des ouvrages remarquables de la zootechnie équine du XIXe siècle. Cet ensemble est aussi considéré comme son œuvre majeure. Il comporte néanmoins de larges emprunts à deux de ses contemporains, le vicomte d'Aure et le comte Achille de Montendre.